# Kathrin Herrmann

Kathrin Herrmann

Kathrin Herrmann (* 1976 in Ulm) ist eine deutsche Fachtierärztin und Wissenschaftlerin. Seit November 2020 ist sie die Landestierschutzbeauftragte des Landes Berlin, sowie Diplomate of the European College of Animal Welfare and Behavioural Medicine (AWSEL). Zentrales Thema ihrer Tätigkeit liegt im Bereich Tierschutz, Tierethik und Tierschutzrecht. Im Februar 2025 wurde Kathrin Herrmann vom Amt freigestellt, was bundesweit für Protest und mediale Berichterstattung sorgte.

## Leben
Kathrin Herrmann wurde 1976 in Ulm geboren. Von 1997 bis 2003 studierte sie Veterinärmedizin an der Freien Universität Berlin sowie an der Universität Zürich. Nach Abschluss ihres Studiums und Erhalt der Approbation im Juli 2003 begann sie ihre Mitarbeit in internationalen Hilfsprojekten.
So engagierte sie sich in Hilfsprojekten von Tierärzte ohne Grenzen e.V. in Kenia und im Südsudan. Zwischen 2005 und 2007 arbeitete sie als praktische Tierärztin für Klein- und Heimtiere in Spanien und Deutschland.
Ab 2007 war sie 10 Jahre wissenschaftliche Mitarbeiterin am Fachbereich Veterinärwesen des Landesamt für Gesundheit und Soziales (LAGeSo) in Berlin. In dieser Funktion war sie für die tierschutzrechtliche und wissenschaftliche Prüfung von Tierversuchsanträgen sowie für die Überwachung der Versuchstierhaltungen verantwortlich.  Zudem absolvierte sie eine berufsbegleitende Weiterbildung zur Fachtierärztin für Tierschutz und Tierschutzethik. Herrmann promovierte im Bereich der biomedizinischen Wissenschaften. Seit 2017 arbeitet Herrmann am Center for Alternatives to Animal Testing (CAAT) der Johns Hopkins University in den USA, wo sie auch weiterhin online lehrt und das „Beyond Classical Refinement“-Programm, das die Anwendung von Tiermodellen kritisch prüft und humanrelevante Methoden fördert.
Um die Öffentlichkeit über Tierversuche aufzuklären und auf die Notwendigkeit eines Paradigmenwechsels hin zu ethisch vertretbaren und human-relevanten Forschungsmethoden aufmerksam zu machen, initiierte sie einen Sammelband zu diesem Thema. Das Buch mit dem Titel „Animal Experimentation: Working Towards a Paradigm Change“ wurde 2019 kostenlos veröffentlicht. Zudem publizierte sie im Lexikon der Mensch-Tier-Beziehungen sowie in wissenschaftlichen Fachjournalen insbesondere zur Bedeutung von 3R-Prinzipien und zur mangelhaften Übertragbarkeit tierexperimentellen Forschung auf den Menschen
Herrmann sprach 2020 an der Universität Barcelona auf dem XIV. Internationalen Seminar zur Allgemeinen Erklärung der UNESCO zu Bioethik und Menschenrechten über Tierethik und Fragen rund um Tierversuche.
Herrmanns Vortrag trug den Titel „Die 3R in der Praxis: Tun wir, was wir können?“. Sie diskutierte die wissenschaftliche Notwendigkeit, von Tiermodellen wegzukommen, die Defizite bei der Anwendung der drei R und die größten Hürden, die es zu überwinden gilt, um von der Verwendung von Tieren in der Wissenschaft wegzukommen.
Zu den weiteren Arbeitsschwerpunkten von Herrmann zählen die landwirtschaftliche Tierproduktion und deren Einfluss auf das Klima, Umweltverschmutzung und Umweltzerstörung, die Entstehung von Zoonosen sowie Antibiotikaresistenzen. Zudem beschäftigt sie sich mit ernährungsbedingten Erkrankungen des Menschen.

## Tätigkeit als Landestierschutzbeauftragte

Kathrin Herrman in der Hartmut Kiewert Ausstellung Multispecies Futures in der Zitadelle Spandau (2024)

Herrmann amtierte seit November 2020 als Landestierschutzbeauftragte unter dem Dach der Justizverwaltung für Justiz- und Verbraucherschutz, nachdem sie sich in einem öffentlichen Auswahlverfahren auf Grundlage der Bestenauslese durchgesetzt hatte.
Als Tierschutzbeauftragte Berlins leitete Herrmann u. a. ein interdisziplinäres Team, das wissenschaftlich fundierte Politikberatung sowie Öffentlichkeitsarbeit zu Tierschutz, Biodiversität und One Health leistete. Trotz erheblicher Budgetkürzungen seit 2024 konnte sie eine hohe öffentliche Sichtbarkeit aufrechterhalten und weiterhin zugängliche, evidenzbasierte Bildung für ein breites Publikum anbieten. Sie verfasste rechtliche Empfehlungen, reagiert auf formale politische Konsultationen und führt strategische Kampagnen durch – darunter das Berliner Stadtkonzept zum Taubenmanagement, eine Machbarkeitsstudie zur Kastration von Waschbären sowie Initiativen wie #Berlinböllerfrei und #RespektTaube, sowie die Verleihung des Berliner Tierschutzpreises.

### Freistellung und Konflikt zwischen der Landestierschutzbeauftragten und der Berliner Justizverwaltung (2023–2025)
Im Jahr 2023 kam es zwischen der Landestierschutzbeauftragten, Frau Kathrin Herrmann, und der Berliner Justizsenatorin Felor Badenberg (CDU) zu Konflikten. Die Streitigkeiten entstanden aus unterschiedlichen Auffassungen über die Rolle der Tierschutzbeauftragten, deren Zuständigkeiten sowie die Öffentlichkeitsarbeit. Infolge dieser Differenzen wurde Frau Herrmann freigestellt.
Herrmann betrachtete die Freistellung als unrechtmäßig und reichte dagegen juristische Schritte ein. Zusätzlich zu der Freistellung wurden ihr mehrere Abmahnungen zugestellt, gegen die sie ebenfalls Klage vor dem Arbeitsgericht erhob.
Im März 2025 einigten sich beide Seiten schließlich auf ein Güterichterverfahren, das sämtliche Teile des Rechtsstreits regelte.

### Öffentlicher Protest und offener Brief gegen die Freistellung
In einem offenen Brief richteten sich mehrere Initiativen, Vereine und Vertreter von Tierschutz- und Tierrechtsorganisationen aus ganz Deutschland und Österreich an die Berliner Politik und Verwaltung und äußerten große Besorgnis über die angebliche Freistellung von Herrmann. Die Verfasser betonen, dass diese Freistellung ein alarmierendes Signal für den Tierschutz in Berlin ist, da Herrmann eine engagierte und kompetente Vertreterin war, die zahlreiche wichtige Initiativen im Tierschutz gestartet hat. Dazu zählen Projekte zur Reduzierung von Tierversuchen, bessere Versorgung von Wild- und Heimtieren sowie das Konzept zum Stadttaubenmanagement.
Der Brief hebt hervor, dass die Position der Landestierschutzbeauftragten eine zentrale Rolle spielt, um eine unabhängige, fachkundige Stimme für den Tierschutz zu gewährleisten, Missstände aufzuzeigen, die Öffentlichkeit zu informieren und die Umsetzung tierschutzrechtlicher Vorgaben zu sichern. Die Autoren warnen, dass ohne Herrmann und eine starke, unabhängige Instanz der Tierschutz in Berlin politisch an Bedeutung verlieren könnte, was negative Folgen hätte, etwa bei der Umsetzung des Stadttaubenmanagements, der tierversuchsfreien Forschung oder bei der Aufklärung der Bevölkerung.
Abschließend forderten sie die sofortige Rückkehr von Herrmann in ihren Dienst sowie eine rechtliche Absicherung der Position, um den Tierschutz in Berlin weiterhin unabhängig und effektiv zu fördern.
Unterzeichner waren u. a.: Thomas Schröder (Deutscher Tierschutzbund), Hans-Georg Kluge (Erna-Graff-Stiftung für Tierschutz), Corina Gericke (Ärzte gegen Tierversuche), Bund gegen Missbrauch der Tiere, Christoph Maisack &
Barbara Felde (Deutsche Juristische Gesellschaft für Tierschutzrecht), Harald Ullmann (Peta), Christian Rehmer (Albert Schweitzer Stiftung), ProVeg Deutschland, Animal Equality, Verein gegen Tierfabriken, Bundesverband Tierschutz, Mark Benecke, Rosie Koch, Frank Weber, Peter Niesen, Bernd Ladwig, Elisa Hoven, Dieter Birnbacher, Rudolf Winkelmayer, Josef H. Reichholf, Thomas Hartung, Johannes Caspar, Hilal Sezgin, Eisenhart von Loeper, Arianna Ferrari, Simone Horstmann und Friederike Schmitz.

### Aufhebung der Freistellung sowie Einigung und Stellungnahme von Herrmann zur Beilegung des Rechtsstreits
Herrmann gab auf Anfrage der Deutschen Presse-Agentur (dpa) bekannt, dass die Senatsverwaltung ihre ursprünglichen Vorwürfe nicht mehr aufrechterhalte. Die Freistellung sei aufgehoben worden, und alle Abmahnungen seien zurückgezogen worden. Zudem sei eine angedachte Kündigung endgültig vom Tisch, nachdem der Hauptpersonalrat des Landes Berlin dem entsprechenden Antrag bereits die Zustimmung verweigert habe. Im Juli 2025 teilte die Senatsverwaltung mit, das Herrmann auf eigenen Wunsch bis Anfang 2027 beurlaubt worden sei, um im Ausland an einem Forschungsprojekt teilzunehmen. Anfang 2027 soll Herrmann dann – gegebenenfalls in anderer Funktion – in den Landesdienst zurückkehren.

## Berufliche und ehrenamtliche Tätigkeiten
Seit 2011 ist Kathrin Herrmann aktiv im Bereich Tierschutz und Tierschutzrecht. Sie war von 2011 bis 2015 Mitglied bei der Deutschen Juristischen Gesellschaft für Tierschutzrecht e.V. (DJGT) und ist seit 2012 in verschiedenen Organisationen tätig.
Sie ist seit 2015 aktives Mitglied bei der Organisation Ärzte gegen Tierversuche e.V., einer deutschen medizinischen Vereinigung, die sich für den Ersatz von Tierversuchen durch humanrelevante Forschungsmethoden einsetzt.
Seit 2016 ist sie Mitglied im European College for Animal Welfare and Behavioural Medicine, wo sie den Titel eines Diplomaten trägt.
Ebenso ist sie Gründungsmitglied und aktiv bei der European Association for Critical Animal Studies (EACAS), ehemals EICAS, die sich mit kritischer Tierstudienforschung beschäftigt.
Seit 2020 engagiert sie sich im Tierschutz-Netzwerk Kräfte bündeln, einer Allianz von Experten und Organisationen in Deutschland, die sich für stärkere Tierschutzgesetze und Reformen für landwirtschaftlich genutzte Tiere einsetzen.
Seit 2022 ist Kathrin Herrmann aktiv im internationalen Animal Methods Bias Working Group sowie in der Coalition to Illuminate and Address Animal Methods Bias (COLAAB), einer Koalition von Forschern und Aktivisten, die Strategien gegen kognitive Verzerrung in der wissenschaftlichen Publikation im Zusammenhang mit Tiermethoden entwickeln.
Herrmann veröffentlichte zahlreiche wissenschaftliche Artikel zum Thema Tierversuche.

## Mitgliedschaften in wissenschaftlichen Zeitschriften und Organisationen
Herrmann ist Mitglied im Editorial Board des Journal of Animal Law, Ethics and One Health (LEOH, ISSN 2813-7434) sowie bei Alternatives to Laboratory Animals (ATLA), veröffentlicht durch Sage Publishing.
Seit 2024 ist Kathrin Herrmann Trustee des Fonds für den Ersatz von Tieren in medizinischen Experimenten, der seit 2024 den neuen Namen Replacing Animal Research trägt.

## Auszeichnungen, Qualifikationen und Föderungen
- 2024 Major Science Collaboration Award - Teampreis für die Gründung und aktive Arbeit an der Coalition to Illuminate and Address Animal Methods Bias (COLAAB)[52][53][54][55][56]
- 2019 Excellence in teaching (herausragende Lehre) an der Johns Hopkins University in Baltimore (USA)
- 2018 Open-Access-Buchförderung durch die Lush Prize Initiative und dem Lush Charity Pot des Lush Prize 1R Networks[57] und dem Safer Medicines Trust
- 2016 Diplomate des European College for Animal Welfare and Behavioural Medicine
- 2012–2015 Vollstipendium für das Promotionsprojekt von der Stiftung zur Förderung der Erforschung von Ersatz- und Ergänzungsmethoden zur Einschränkung von Tierversuchen (SET), Frankfurt am Main, Deutschland.[58]

## Publikationen
Als Herausgeberin
- Animal Experimentation: Working Towards a Paradigm Change, mit Kimberley Jayne, Reihe: Human-Animal Studies, Band: 22, Brill, 2019,  ISBN 978-90-04-35618-4[59]

Als Autorin
Monografien
- Refinement on the way towards Replacement of animal experiments: A retrospective review of the use of Refinement methods in German animal research applications, FU-Berlin, 2020

Buchbeiträge (Auswahl)
- Tiermedizin, In: Lexikon der Mensch-Tier-Beziehungen, Arianna Ferrari, Klaus Petrus, Transcript Verlag (Human-Animal Studies, Band 1), Bielefeld 2015, S. 352–355, ISBN 978-3-8376-2232-4
- Die Mensch-Tier Beziehung unter ethischem Aspekt 3.5 P. Michael Conn and James V. Parker: The Animal Research War, In TierEthik, S. 59–60
- 60 Years of the 3Rs symposium : Lessons learned and the road ahead, In: Alternatives to Animal Experimentation, Springer, 2024, S. 179–201, ISSN 1868-596X
- Engagement of scientists with the public and policymakers to promote alternative methods, In: Alternatives to Animal Experimentation, Mit u. a.: Sonja Aulock, François Dominique Busquet, Paul Locke und Thomas Hartung, S. 543–559, Springer Spektrum, ISSN 1868-596X
- New European Union statistics on laboratory animal use : what really counts!, In: Alternatives to Animal Experimentation,  2020, S. 167–186, Springer Spektrum. - ISSN 1868-596X

Beiträge in Fachzeitschriften (Auswahl)
- Krebs, C. E., & Herrmann, K. (2024). Confronting the bias towards animal experimentation (animal methods bias). Frontiers in Drug Discovery, 4, 1347798.[43]
- Marshall, L. J., Bailey, J., Cassotta, M., Herrmann, K., & Pistollato, F. (2023). Poor translatability of biomedical research using animals—a narrative review. Alternatives to Laboratory Animals, 51(2), 102–135.[44]
- Busquet, F., Kleensang, A., Rovida, C., Herrmann, K., Leist, M., & Hartung, T. (2020). New European Union statistics on laboratory animal use: what really counts!.[45]
- Herrmann, K., Pistollato, F., & Stephens, M. L. (2019). Beyond the 3Rs: Expanding the use of human-relevant replacement methods in biomedical research. ALTEX-Alternatives to animal experimentation, 36(3), 343–352.[46]
- Herrmann, K., & Flecknell, P. (2018). Severity classification of surgical procedures and application of health monitoring strategies in animal research proposals: A retrospective review. Alternatives to Laboratory Animals, 46(5), 273–289.[49]

## Links
- Literatur von und über Kathrin Herrmann im Katalog der Deutschen Nationalbibliothek
- Interview mit Lisa Maria Otte auf dem Hamburger Tierschutz-Kongress 2025
- Interview mit Kathrin Herrmann über Stadttauben vom 25. Januar 2022 im Spiegel
- Kurzbiografie von Kathrin Herrmann auf www.berlin.de
- Tier und Jetzt - Ein Podcast von Animal Society mit Kathrin Herrmann (52:29min)
- Kurzbiografie auf replacinganimalresearch.org.uk (englisch)
- Kurzbiografie auf www.eacas.eu (European Association for Critical Animal Studies)
- Vortrag zur Peter-Singer-Preis Verleihung 2023 auf youtube.com